# InstanTRIP
株式会社ココロワークスが2014年12月から販売している簡易VRヘッドセット、もしくはGoogle CardboardタイプのVRヘッドセット。スマートフォンマウント。
Google Cardboardと同じくスマートフォンを利用してVRコンテンツを閲覧するためのガジェット。
Google Cardboardやその他VRヘッドセットの素材が「ダンボール」「プラスチック」を用いているのに対して、2015年4月時点で国内唯一の【ウレタンフォームを利用した簡易VRヘッドセット】である。2枚のレンズで2つの焦点を見ることにより3次元的に映像を閲覧できることはもちろん、Google Cardboardで閲覧できるコンテンツやアプリはそのまま閲覧することが可能。本格的なVRヘッドセットに比べて簡易で強度面やグラフィック性能は劣る（スマートフォンの性能次第）はあるが、軽量でコンパクトである。